# Уудекюла
У́удекюла (ест. Uudeküla) — село в Естонії, у волості Тапа повіту Ляене-Вірумаа.

## Населення
Чисельність населення на 31 грудня 2011 року становила 81 особу.

## Історія
З 10 жовтня 1991 до 21 жовтня 2017 року село входило до складу волості Тамсалу.